# Eddie Robinson (baseball)
Pour les articles homonymes, voir Eddie Robinson.
Eddie Robinson (né William Edward Robinson le 15 décembre 1920 à Paris, Texas, États-Unis et mort le 4 octobre 2021 à Bastrop (Texas)) est un joueur de baseball qui évolua en Ligue majeure de baseball en 1942, puis de 1946 à 1957.
Il célèbre ses 100 ans en 2020 et est le doyen des anciens joueurs de la Ligue majeure de baseball. 

## Carrière

### Joueur
Il joue ses huit premiers matchs dans la Ligue majeure de baseball en 1942 avec les Indians de Cleveland mais prend part à la Seconde Guerre mondiale avec la marine américaine, ce qui lui fait rater les trois saisons de baseball suivantes. Il revient jouer pour Cleveland de 1946 à 1948.
Robinson évolue aussi pour les Senators de Washington en 1949 et 1950, les White Sox de Chicago de 1950 à 1952, les Athletics de Philadelphie en 1953, les Yankees de New York de 1954 à 1956, les Athletics de Kansas City en 1956, puis pour trois équipes (Tigers de Detroit, Cleveland à nouveau et Orioles de Baltimore) à sa dernière année en 1957.
Quatre fois sélectionné au match des étoiles (1949, 1951, 1952 et 1953) Robinson termine 11e du vote du meilleur joueur de la Ligue américaine en 1952, saison jouée avec les White Sox de Chicago.
Il prend part à deux Séries mondiales : 1948 et 1955. Il gagne le titre en 1948 avec Cleveland puis fait partie du club perdant des Yankees en 1955.
Joueur de premier but, Eddie Robinson joue 1 315 matchs sur 13 saisons dans le baseball majeur. Il amasse 1 146 coups sûrs dont 172 circuits et 723 points produits. Sa moyenne au bâton en carrière s'élève à ,268.

### Dirigeant
Après sa carrière de joueur, il devient instructeur chez les Orioles de Baltimore puis directeur des clubs-écoles de la franchise des Athletics de Kansas City. Il est directeur général des Braves d'Atlanta de 1972 à 1975, puis chez les Rangers du Texas. Avec cette dernière équipe, il partage d'abord les fonctions avec Dan O'Brien en 1977, puis est seul dans ce poste de 1978 à 1982.
Il achève sa carrière comme recruteur des Red Sox de Boston, la seule des huit formations d'origine de la Ligue américaine pour laquelle il n'a jamais joué.

## Vie personnelle
Eddie Robinson est un vétéran de la Deuxième Guerre mondiale.
Après la mort de Val Heim le 21 novembre 2019, Eddie Robinson devient le doyen des anciens joueurs de la Ligue majeure de baseball. Il est le dernier joueur toujours vivant à avoir gagné une Série mondiale avec Cleveland.
En 2020, à 100 ans, il lance un podcast intitulé The Golden Age of Baseball (« L'âge d'or du baseball ») et compte donner les profits à une fondation contre la maladie d'Alzheimer.